# UFC 13
UFC 13: Ultimate Force foi um evento de artes marciais mistas promovido pelo Ultimate Fighting Championship, ocorrido em 30 de maio de 1997 em Augusta, Geórgia nos Estados Unidos. O evento foi transmitido ao vivo em pay-per-view e depois vendido em home video.

## Background
O UFC 13 contou com dois torneios de quatro homens, um torneio de peso pesado para lutadores de 90,7 kg ou mais e um torneio de peso leve para lutadores com menos de 90,7 kg, bem como duas lutas alternativas e uma Superluta entre Vitor Belfort e Tank Abbott.
Esta foi a primeira aparição de dois futuros campeões e membros do Hall da Fama do UFC, Randy Couture e Tito Ortiz, que era um suplente no torneio dos leves.
O show também contou com a primeira e única aparição no UFC de Tony Halme, que já havia sido um lutador profissional da WWE (então WWF) sob o nome de Ludvig Borga.
Bruce Buffer voltou a anunciar as lutas, após fazer sua estreia inicial como locutor no UFC 10.
Este foi o segundo evento do UFC a ter dois torneios em vez de um após o UFC 12.

## Chaves dos Torneios

### Torneio de Meio-Pesados
|  | Semifinais     | Semifinais           | Semifinais     |               |                | Finals     | Finals | Finals |  |
|  |                |                      |                |               |                |            |        |        |  |
|  | Estados Unidos | Guy Mezger           | DU             |               |                |            |        |        |  |
|  | Estados Unidos | Guy Mezger           | DU             |               |                |            |        |        |  |
|  | Estados Unidos | Christophe Leininger | 15:00          |               |                |            |        |        |  |
|  | Estados Unidos | Christophe Leininger | 15:00          |               | Estados Unidos | Guy Mezger | FIN    |        |  |
|  |                |                      |                |               | Estados Unidos | Guy Mezger | FIN    |        |  |
|  |                |                      | Estados Unidos | Tito Ortiz[a] | 3:00           |            |        |        |  |
|  | Estados Unidos | Enson Inoue          | Estados Unidos | Tito Ortiz[a] | 3:00           | FIN        |        |        |  |
|  | Estados Unidos | Enson Inoue          |                |               |                |            |        |        |  |
|  | Estados Unidos | Royce Alger          | 1:36           |               |                |            |        |        |  |

a. ^  Inoue se machucou na luta anterior e foi substituído por Tito Ortiz.

### Torneios de Pesados
|  | Semifinais     | Semifinais      | Semifinais     |               |                | Final         | Final | Final |  |
|  |                |                 |                |               |                |               |       |       |  |
|  | Estados Unidos | Steven Graham   | FIN            |               |                |               |       |       |  |
|  | Estados Unidos | Steven Graham   | FIN            |               |                |               |       |       |  |
|  | Rússia         | Dmitri Stepanov | 1:30           |               |                |               |       |       |  |
|  | Rússia         | Dmitri Stepanov | 1:30           |               | Estados Unidos | Steven Graham | 3:13  |       |  |
|  |                |                 |                |               | Estados Unidos | Steven Graham | 3:13  |       |  |
|  |                |                 | Estados Unidos | Randy Couture | TKO            |               |       |       |  |
|  | Estados Unidos | Randy Couture   | Estados Unidos | Randy Couture | TKO            | FIN           |       |       |  |
|  | Estados Unidos | Randy Couture   |                |               |                |               |       |       |  |
|  | Finlândia      | Tony Halme      | 0:56           |               |                |               |       |       |  |

## Ligações Externas
- Resultados no Sherdog
- Página do UFC